# 貝耳丘 (華盛頓州)
貝耳丘（英文：Bell Hill），是美国华盛顿州克拉勒姆县下属的一個普查规定居民点。2000年美國人口普查時人口為731人。由於正好位在史魁恩的外圍，貝耳丘成為加州富裕高科技產業人士的移居地。雖然貝耳丘並不富裕，但當地的低雨量讓貝耳Ｋ丑非常吸引人。貝耳丘的降雨量比史魁恩還多，但卻比西華盛頓州大部分區域還要來得乾燥。
根據華盛頓州地區人均所得，貝耳丘在華盛頓州522個地區中排西第21名，也是克拉勒姆县中最高的。

## 外部連結
- 貝耳丘水庫上的史魁恩氣象攝影機